# 符号式编程
在计算机编程中，符号式（symbolic）编程，是在其中程序可以操纵它自己的公式和程序构件如同它们是普通数据一样的编程范式。
通过符号式编程，复杂（complex）的过程（process）可以被开发出来，用以通过组合（combine）更小的逻辑或功能单元来建造其他更错综复杂的（intricate）的过程。因此，这种程序可以有效的修改自身并表现出“学习”能力，这使得它们更加适合于人工智能、专家系统、自然语言处理和计算机游戏这样的应用。
支持符号式编程的语言包括同像性语言比如LISP、Prolog和Wolfram语言等。

## 引用
1. ↑  Michael A. Covington.  (PDF). University of Georgia. 2010-08-23  [2014-12-29]. （原始内容 (PDF)存档于2012-03-07）.
2. ↑  . allbusiness.com.   [2013-11-20]. （原始内容存档于2014-04-22）.
3. ↑  .   [2020-04-24]. （原始内容存档于2022-01-04）.